# Municipio de Pike (condado de Bradford)
El municipio de Pike (en inglés, Pike Township) es un municipio del condado de Bradford, Pensilvania, Estados Unidos. Tiene una población estimada, a mediados de 2021, de 631 habitantes.

## Geografía
El municipio de Pike se encuentra ubicado en las coordenadas 41°50′55″N 76°10′35″O / 41.84861, -76.17639 (41.848517, -76.176311).

## Demografía
Según la Oficina del Censo, en 2000 los ingresos medios de los hogares eran de $44,583 y los ingresos medios de las familias eran de $49,063. Los hombres tenían ingresos medios por $32,115 frente a los $27,917 que percibían las mujeres. Los ingresos per cápita eran de $17,539. Alrededor del 11.7% de la población estaba por debajo del umbral de pobreza.
De acuerdo con la estimación 2016-2020 de la Oficina del Censo, los ingresos medios de los hogares son de $56,071 y los ingresos medios de las familias son de $73,750. Alrededor del 25.2% de la población está por debajo del umbral de pobreza.